# Рузвельт (Вашингтон)
Рузвельт (англ. Roosevelt) — переписна місцевість (CDP) в США, в окрузі Клікітат штату Вашингтон. Населення — 152 особи (2020).

## Географія
Рузвельт розташований за координатами 45°43′59″ пн. ш. 120°14′12″ зх. д. / 45.73306° пн. ш. 120.23667° зх. д. (45.733056, -120.236579).  За даними Бюро перепису населення США в 2010 році переписна місцевість мала площу 9,81 км², уся площа — суходіл.

## Демографія
Згідно з переписом 2010 року, у переписній місцевості мешкало 156 осіб у 50 домогосподарствах у складі 37 родин. Густота населення становила 16 осіб/км².  Було 67 помешкань (7/км²).
Расовий склад населення:
| - 60,3 % — білих - 0,6 % — корінних американців - 33,3 % — осіб інших рас |

До двох чи більше рас належало 5,8 %. Частка іспаномовних становила 51,9 % від усіх жителів.
За віковим діапазоном населення розподілялося таким чином: 36,5 % — особи молодші 18 років, 55,2 % — особи у віці 18—64 років, 8,3 % — особи у віці 65 років та старші. Медіана віку мешканця становила 26,0 року. На 100 осіб жіночої статі у переписній місцевості припадало 105,3 чоловіків;  на 100 жінок у віці від 18 років та старших — 102,0 чоловіків також старших 18 років.
За межею бідності перебувало 45,3 % осіб, у тому числі 62,5 % дітей у віці до 18 років та 0,0 % осіб у віці 65 років та старших.
Цивільне працевлаштоване населення становило 30 осіб. Основні галузі зайнятості: сільське господарство, лісництво, риболовля — 56,7 %, науковці, спеціалісти, менеджери — 20,0 %, освіта, охорона здоров'я та соціальна допомога — 13,3 %, транспорт — 6,7 %.